# Бразильское интегралистское действие
Брази́льское интеграли́стское де́йствие (порт. Аção Integralista Brasileira), так же известа как AIB — бразильское ультранационалистическое и корпоративистское политическое движение и партия, основанное 7 октября 1932 года Плиниу Салгаду. Оно вдохновлено итальянским фашизмом, португальским интегрализмом и католической социальной доктриной. Также были известны как «зелёные рубашки» и «зелёные цыплята».

## История
Изначально это была скорее журналистская организация, исследовательская группа по проблемам страны, в 1932 году она трансформировалась в интегралистское движение. Движение переняло элементы итальянского фашизма, но отказалась от нацизма и остального фашизма, так как Сальгадо не поддерживал ксенофобию, расизм и шовинизм. Однако некоторые члены, как Густаво Баррозу, придерживались антисемитских взглядов.
Бразильское действие заявило о себе как продолжение конституционалистского движения. После начала своей деятельности, вдохновленная фашизмом, она вступила в конфликты с конкурирующими группами, такими как Национальный освободительный альянс.
В 1937 году партия была распущена. В 1945 году ее члены реорганизовались в Партию народного представительства, которая снова была распущена в 1965 году.